# Supercopa de España de Fútbol 1990
La Supercopa de España de 1990 fue la VII edición del torneo, correspondiente a la temporada 1990-91. Se disputó entre el campeón de Liga 1989-90, el Real Madrid, y el campeón de la Copa del Rey 1989-90, el F. C. Barcelona. 
Se jugó en partidos de ida y vuelta, el 5 de diciembre en Barcelona y el 12 de diciembre en Madrid.
El Real Madrid fue el campeón del torneo por 5-1 en el cómputo global.
| Bandera de Cataluña | 1 - 5 | Bandera de la Comunidad de Madrid |
| F. C. Barcelona 0 1 | 1 - 5 | Real Madrid C. F. 1 4             |
| ------------------- | ----- | --------------------------------- |

## Supercopa de 1990
| Real Madrid C. F. |  | Bandera de la Comunidad de Madrid |  | Campeón de la Primera División de España (1989/90) |
| F. C. Barcelona   |  | Bandera de Cataluña               |  | Campeón de la Copa del Rey de fútbol (1989-90)     |

### Ida
| 1          | POR        | Andoni Zubizarreta |     |
| 28         | DEF        | Lluís Carreras     | 59' |
| 27         | DEF        | Alex García        |     |
| 14         | DEF        | Miquel Soler       |     |
| 23         | DEF        | Sebastián Herrera  |     |
| 4          | MED        | Nando Muñoz        |     |
| 6          | MED        | Guillermo Amor     |     |
| 18         | MED        | López Rekarte      |     |
| 8          | MED        | Eusebio Sacristán  |     |
| 15         | DEL        | Hristo Stoichkov   |     |
| 13         | DEL        | Julio Salinas      |     |
| Entrenador | Entrenador | Johan Cruyff       |     |

| 1          | POR        | Paco Buyo            |     |
| 2          | DEF        | Chendo               |     |
| 15         | DEF        | Predrag Spasić       |     |
| 3          | DEF        | Jesús Solana         |     |
| 4          | DEF        | Manolo Sanchís       |     |
| 5          | MED        | Francisco Villarroya |     |
| 6          | MED        | Míchel               | 86' |
| 7          | MED        | Fernando Hierro      |     |
| 16         | MED        | Santiago Aragón      | 78' |
| 10         | DEL        | Emilio Butragueño    |     |
| 11         | DEL        | Hugo Sánchez         |     |
| Entrenador | Entrenador | Alfredo Di Stéfano   |     |

| 19 | MED | Urbano Ortega | 59' |

| 13 | MED | Adolfo Aldana | 78' |
| 8  | MED | Gheorghe Hagi | 86' |

|  | 55' | Míchel | 0-1 |

|  | 27' | Sebastián Herrera |
|  | 41' | Hristo Stoichkov  |

|  | 15' | Predrag Spasić |
|  | 49' | Manolo Sanchís |
|  | 89' | Hugo Sánchez   |

|  | 41' | Hristo Stoichkov |

| Árbitro: | Ildefonso Urizar Azpitarte |

| 1          | POR        | Andoni Zubizarreta |     |
| 28         | DEF        | Lluís Carreras     | 59' |
| 27         | DEF        | Alex García        |     |
| 14         | DEF        | Miquel Soler       |     |
| 23         | DEF        | Sebastián Herrera  |     |
| 4          | MED        | Nando Muñoz        |     |
| 6          | MED        | Guillermo Amor     |     |
| 18         | MED        | López Rekarte      |     |
| 8          | MED        | Eusebio Sacristán  |     |
| 15         | DEL        | Hristo Stoichkov   |     |
| 13         | DEL        | Julio Salinas      |     |
| Entrenador | Entrenador | Johan Cruyff       |     |

| 1          | POR        | Paco Buyo            |     |
| 2          | DEF        | Chendo               |     |
| 15         | DEF        | Predrag Spasić       |     |
| 3          | DEF        | Jesús Solana         |     |
| 4          | DEF        | Manolo Sanchís       |     |
| 5          | MED        | Francisco Villarroya |     |
| 6          | MED        | Míchel               | 86' |
| 7          | MED        | Fernando Hierro      |     |
| 16         | MED        | Santiago Aragón      | 78' |
| 10         | DEL        | Emilio Butragueño    |     |
| 11         | DEL        | Hugo Sánchez         |     |
| Entrenador | Entrenador | Alfredo Di Stéfano   |     |

| 19 | MED | Urbano Ortega | 59' |

| 13 | MED | Adolfo Aldana | 78' |
| 8  | MED | Gheorghe Hagi | 86' |

|  | 55' | Míchel | 0-1 |

|  | 27' | Sebastián Herrera |
|  | 41' | Hristo Stoichkov  |

|  | 15' | Predrag Spasić |
|  | 49' | Manolo Sanchís |
|  | 89' | Hugo Sánchez   |

|  | 41' | Hristo Stoichkov |

| Árbitro: | Ildefonso Urizar Azpitarte |

### Vuelta
| 1          | POR        | Paco Buyo            |     |
| 2          | DEF        | Chendo               |     |
| 11         | DEF        | Francisco Villarroya |     |
| 3          | DEF        | Jesús Solana         |     |
| 5          | DEF        | Manolo Sanchís       |     |
| 8          | MED        | Míchel               |     |
| 4          | MED        | Fernando Hierro      |     |
| 6          | MED        | Juan José Maqueda    |     |
| 10         | MED        | Santiago Aragón      |     |
| 7          | DEL        | Emilio Butragueño    | 76' |
| 9          | DEL        | Hugo Sánchez         | 76' |
| Entrenador | Entrenador | Alfredo Di Stéfano   |     |

| 1          | POR        | Andoni Zubizarreta |     |
| 5          | DEF        | Ricardo Serna      |     |
| 3          | DEF        | Alex García        |     |
| 6          | DEF        | Miquel Soler       |     |
| 2          | DEF        | Sebastián Herrera  |     |
| 10         | MED        | Guillermo Amor     |     |
| 4          | MED        | Eusebio Sacristán  |     |
| 8          | MED        | Michael Laudrup    | 71' |
| 11         | DEL        | Txiki Begiristain  | 46' |
| 7          | DEL        | Andoni Goikoetxea  |     |
| 9          | DEL        | Julio Salinas      |     |
| Entrenador | Entrenador | Johan Cruyff       |     |

| 14 | MED | Adolfo Aldana    | 76' |
| 16 | DEL | Sebastián Losada | 76' |

| 16 | MED | Lluís Carreras | 46' |
| 12 | MED | López Rekarte  | 71' |

|  | 21' | Emilio Butragueño | 1-1 |
|  | 44' | Emilio Butragueño | 2-1 |
|  | 56' | Hugo Sánchez      | 3-1 |
|  | 70' | Santiago Aragón   | 4-1 |

|  | 20' | Andoni Goikoetxea | 0-1 |

|  | 19' | Fernando Hierro |
|  | 60' | Jesús Solana    |

|  | 14' | Alex García       |
|  | 23' | Sebastián Herrera |
|  | 40' | Guillermo Amor    |

| Árbitro: | Joaquín Urío Velázquez |

| 1          | POR        | Paco Buyo            |     |
| 2          | DEF        | Chendo               |     |
| 11         | DEF        | Francisco Villarroya |     |
| 3          | DEF        | Jesús Solana         |     |
| 5          | DEF        | Manolo Sanchís       |     |
| 8          | MED        | Míchel               |     |
| 4          | MED        | Fernando Hierro      |     |
| 6          | MED        | Juan José Maqueda    |     |
| 10         | MED        | Santiago Aragón      |     |
| 7          | DEL        | Emilio Butragueño    | 76' |
| 9          | DEL        | Hugo Sánchez         | 76' |
| Entrenador | Entrenador | Alfredo Di Stéfano   |     |

| 1          | POR        | Andoni Zubizarreta |     |
| 5          | DEF        | Ricardo Serna      |     |
| 3          | DEF        | Alex García        |     |
| 6          | DEF        | Miquel Soler       |     |
| 2          | DEF        | Sebastián Herrera  |     |
| 10         | MED        | Guillermo Amor     |     |
| 4          | MED        | Eusebio Sacristán  |     |
| 8          | MED        | Michael Laudrup    | 71' |
| 11         | DEL        | Txiki Begiristain  | 46' |
| 7          | DEL        | Andoni Goikoetxea  |     |
| 9          | DEL        | Julio Salinas      |     |
| Entrenador | Entrenador | Johan Cruyff       |     |

| 14 | MED | Adolfo Aldana    | 76' |
| 16 | DEL | Sebastián Losada | 76' |

| 16 | MED | Lluís Carreras | 46' |
| 12 | MED | López Rekarte  | 71' |

|  | 21' | Emilio Butragueño | 1-1 |
|  | 44' | Emilio Butragueño | 2-1 |
|  | 56' | Hugo Sánchez      | 3-1 |
|  | 70' | Santiago Aragón   | 4-1 |

|  | 20' | Andoni Goikoetxea | 0-1 |

|  | 19' | Fernando Hierro |
|  | 60' | Jesús Solana    |

|  | 14' | Alex García       |
|  | 23' | Sebastián Herrera |
|  | 40' | Guillermo Amor    |

| Árbitro: | Joaquín Urío Velázquez |

| Campeón Supercopa de España 1990 |
| -------------------------------- |
| Real Madrid 3° Título            |

| Predecesor: Supercopa de España 1989 | Supercopa de España 1990 | Sucesor: Supercopa de España 1991 |